# جولة بين حانات البحر المتوسط
جولة بين حانات البحر المتوسط، مجموعة قصص مرحة ساخرة كتبها علي الدوعاجي ونشرها متسلسلة في مجلة «العالم الأدبي» بين سبتمبر1935 إلى فيفري1936. ثم أعادت مجلة «المباحث» نشرها بين شهري جويلية وسبتمبر 1944.
وقد ظلت الجولة مجهولة لدى عموم القراء في العالم العربي، وفي تونس أيضا. تم نشر الكتاب في ستينيات القرن العشرين بعد أكثر من عشر سنوات من وفاة الكاتب اعتمادا على ما سبق نشره في مجلتي «العالم الأدبي» و«المباحث» حيث يبدو جليا أن الجولة في النشرتين غير تامة وقد يكون الكاتب نفسه لم يتمم كتابتها.